# Heinrich Jennen
Franz Heinrich Jennen (* 29. Dezember 1872 in Kleve; † 22. Oktober 1920 in Berlin) war ein deutscher Architekt.

## Leben
Heinrich Jennen studierte in Karlsruhe, wo er Schüler von Carl Schäfer war, und in München. Als junger Architekt war er 1898 bis 1901 an Umbau und Erweiterung des Rathauses in Basel unter Leitung des Architekten Eduard Vischer beteiligt. Dort schloss er Freundschaft mit Hermann Hesse, mit dem er sich von Oktober 1899 bis April 1900 eine gemeinsame Wohnung teilte. Danach ging er nach Berlin an die Technischen Hochschule, wo er Schüler von Christoph Hehl war und auch eine Assistentenstelle bekam. Zwischen 1904 und 1911 baute er drei Kirchen. Nachdem er 1911 eine evangelische Frau, die Architektin Amalie Dorothea Möller (1889–1955), geheiratet hatte, erhielt er von der katholischen Kirche keine weiteren Aufträge. Er erwarb sich dann besondere Verdienste bei der Gestaltung von U-Bahnhöfen für die Nord-Südbahn in Berlin.

## Werke

### Wettbewerbsentwürfe
- 1896: Rathaus Duisburg, 2. Preis[3]
- 1897: Rathaus Leipzig (zusammen mit Slawski), 2. Preis[4]
- 1905: Geschäftshaus für die Allgemeine-Elektrizitäts-Gesellschaft in Berlin (zusammen mit Kraaz)[5]
- 1906: Hohenzollernbrunnen in Kleve, 1. Preis[6]
- 1912: Kirche in Frankfurt/O, 3. Preis[7] und Rathaus Witten, 2. Preis[8]

### Bauten
- 1898–1901: Mitarbeit am Basler Rathausumbau
- 1904–1906: St. Laurentius in Duisburg-Beeck (2020 stillgelegt)
- 1905–1907: St. Stephan in Bockum
- 1907–1908: Pfarrhaus der Kirche St. Jakobus Südlohn
- 1909: Moltkedenkmal an der Liebfrauenkirche und Marcusbrunnen auf dem Liebfrauenkirchhof in Bremen (in Gemeinschaft mit dem Bildhauer Hermann Hahn)[9]
- 1910–1911: St. Jakobus-Kirche Südlohn
- 1911–1912: Paulinenhaus in Charlottenburg-Westend
- 1913: Ausführung Rathaus Witten (durch den Ersten Weltkrieg zurückgestellt, 1922–1926 von Stadtbaurat Bewig und Architekt Coste ausgeführt)[10]
- Ab 1913: Entwürfe für U-Bahnhöfe der Nord-Südbahn in Berlin[11] (Ausführung erfolgte erst nach dem Ersten Weltkrieg durch Alfred Grenander und Alfred Fehse)
  - U-Bahnhof Seestraße
  - U-Bahnhof Leopoldplatz
  - U-Bahnhof Wedding
  - U-Bahnhof Reinickendorfer Straße
  - U-Bahnhof Schwartzkopffstraße
  - U-Bahnhof Stettiner Bahnhof (ab 1991 Zinnowitzer Straße, seit 2009 Naturkundemuseum)
  - U-Bahnhof Oranienburger Tor
  - U-Bahnhof Friedrichstraße
  - U-Bahnhof Französische Straße (seit 2020 stillgelegt)
  - U-Bahnhof Leipziger Straße (seit 1936 Stadtmitte)
  - U-Bahnhof Kochstraße

## Ehrungen
Jennen wurde 1909 der Königliche Kronenorden IV. Klasse verliehen.